# Fowlis Easter
Fowlis Easter ist eine Ortschaft in der schottischen Council Area Angus. Sie liegt rund acht Kilometer nordwestlich des Zentrums von Dundee und 23 Kilometer nordöstlich von Perth am Fowlis Burn. Südlich verläuft der Fowlis Burn durch die Schlucht Den of Fowlis, die als Site of Special Scientific Interest klassifiziert ist.
Fowlis Easter wird auch schlicht Fowlis bezeichnet. Der Zusatz wurde zur Abgrenzung von der gleichnamigen, bei Perth gelegenen Ortschaft hinzugefügt, die Fowlis Wester genannt wird. Der Name leite sich von Gälisch Foghlais oder Fólais ab, was „Kleiner Bach“, „Rinnsal“ bedeutet.

## Geschichte
Aufgrund seiner Verdienste bei der Standartenschlacht im Jahre 1138 übergab der schottische König David I. William (de) Maule das Lehen Fowlis. Fowlis wurde Standort des mittelalterlichen Fowlis Castle, auf dem Jakob I. eine Charta verfasste und  Jakob IV. 1497 residierte. Als Nachfolgebauwerk befindet sich heute dort das gleichnamige Tower House, das aus dem 17. Jahrhundert stammt. Bei Easter Fowlis wurde noch 1794 von einem Souterrain berichtet, der vermutlich um die Mitte des 19. Jahrhunderts durch die Feldwirtschaft des Gutshofes von Fowlis Castle zerstört wurde.
Im Jahre 1177 überließ (de) Maule den Mönchen der St Andrews Priory ein Landstück zur Errichtung einer Kapelle. Andrew Gray, 1. Lord Gray ließ dort 1453 ein Kollegiatstift errichten, aus welchem die heutige Fowlis Easter Parish Church hervorging.

## Verkehr
Fowlis Easter ist über untergeordnete Straßen an das Straßennetz angeschlossen. Innerhalb kurzer Distanz ist im Süden die von Edinburgh nach Fraserburgh führende A90 und im Norden die A923 (Dunkeld–Dundee) zugänglich.